# Jean-Pierre Mathieu
Ne doit pas être confondu avec Jean-Pierre-Joseph Mathieu.
Jean-Pierre Mathieu, né le 5 mars 1746 à Fresnes-sur-Escaut et mort dans la même commune le 30 novembre 1829, est le fils posthume de Jean-Pierre-Joseph Mathieu et le petit-fils de Jacques Mathieu, et un des premiers entrepreneurs du charbon français. Son oncle Pierre Mathieu le forme à la conduite des mines, puis il devient contrôleur à Vieux-Condé, directeur des mines de Fresnes en 1773, plus tard contrôleur, et le 1er vendémiaire an IV, receveur des mêmes mines.
Marié à Marie-Christine Hoyaux, il a eu cinq enfants, dont quelques-uns ont laissé postérité.

## Biographie
Jean-Pierre Mathieu est le fils posthume de Jean-Pierre-Joseph Mathieu, mort le 22 septembre 1745, et de Marie-Joseph Nicodème. Il est né à Fresnes-sur-Escaut le 5 mars 1746.
À la mort de sa mère, survenue en 1768, Jean-Pierre est recueilli par son oncle Pierre, « avec qui il a appris la conduite des mines ». Il a été successivement contrôleur à Vieux-Condé, directeur des mines de Fresnes en 1773, plus tard contrôleur, et le 1er vendémiaire an IV, receveur des mêmes mines. Il meurt à Fresnes-sur-Escaut le 30 novembre 1829, à l'âge de 83 ans.

## Descendance
Jean-Pierre a épousé Marie-Christine Hoyaux (de Belgique) de laquelle il a eu un fils et cinq filles. 
De l'aînée de ses enfants, Marie-Pétronille-Joseph, morte à Anzin, mariée à Placide Rénié, sont nés :
- Désiré-Henri-Placide Renié, employé de la Compagnie d'Anzin dans les années 1850 ;
- Pauline Rénié, née à Fresnes-sur-Escaut, morte à Anzin, mariée à Henri Gravis, mort médecin en chef de la compagnie ;
- Louise Rénié, née à Wasmes en Belgique, mariée à Pascal-Joseph Défossez, de Valenciennes[GC 2].

Le fils de Jean-Pierre Mathieu, Alexandre-Léonard-Joseph, né à Valenciennes, mort à Condé-sur-l'Escaut, a été employé de la Compagnie d'Anzin, comme ses aïeux, et maire de la commune. De lui et de demoiselle Lachapelle sa femme sont issus :
- Philippine-Benoîte, née à Anzin, Mariée à Joeph-Marie Farinole, commandant de place à Bonifacio en Corse ;
- Jean-Pierre-Stanislas-Léonard, né à Anzin le 7 février 1806, ingénieur des mines, directeur pendant plusieurs années de celles de Saint-Martin, près de Charleroi ;
- Juliette-Joséphine-Françoise, née à Anzin, mariée à Julien-Louis Lenglé, d'abord ingénieur attaché à la Compagnie d'Anzin, plus tard agent-général des mines de Fresnes-midi, Thivencelles et Escautpont réunies[GC 2].

Marie-Françoise-Séraphine Mathieu, deuxième fille de Jean-Pierre, et le troisième de ses enfants, née à Fresnes-sur-Escaut, et morte près de Tournai, épouse Aimable-Philippe Lachapelle de Vieux-Condé, qui a été directeur des mines d'Anzin. De ce mariage naissent deux fils et une fille. L'un des fils est aux Indes, où il est marié. La fille, Nelly, est religieuse à Avesnes, et il n'y a pas d'informations sur l'autre fils.
La famille Mathieu, par elle-même ou par ses alliances, a eu, pendant plus d'un siècle, la direction des travaux des mines de la région. Un seuls des descendants de Jacques Mathieu, M. Rénié, se trouve encore en 1850 employé de la Compagnie d'Anzin. Les descendants de Pierre Mathieu, la famille Rhoné, sont encore intéressés dans son exploitation. Le seul des descendants de Jacques qui porte en 1850 le nom de Mathieu est Jean-Pierre-Stanislas-Léonard, fils d'Alexandre-Léonard-Joseph, ancien maire d'Anzin, qui y était connu sous le nom de Mathieu-Lachapelle.